# Ordinea publică
Ordinea publică reprezintă un ansamblu de norme juridice care stau la baza funcționării unui stat de drept. Dispozițiile cu caracter de ordine publică, ce privesc în special ordinea politică, economică și socială au un caracter imperativ și nu pot fi înlăturate prin convenții particulare.

## Istoria conceptului
Originea modernă a conceptului de securitate a cetățenilor este o consecință directă a unui alt concept al secolului al XVIII-lea la începutul erei contemporane: ordinea publică. Acesta este un concept liberal care apare în al zecelea articol al Declarației drepturilor omului și cetățeanului din 1789, document fundamental al Revoluției Franceze:
„Nimeni nu poate fi deranjat de opiniile lor, chiar și de cele religioase, atâta timp cât manifestarea lor nu modifică ordinea publică stabilită prin lege.”
În plus, al patrulea articol al aceluiași document relatează libertatea individuală cu acest concept:
„Libertatea constă în capacitatea de a face tot ce nu este dăunător celuilalt. Astfel, exercitarea drepturilor naturale ale fiecărui om nu are altă limită decât cele care asigură celorlalți membri ai societății exercitarea acelorași drepturi; aceste limite pot fi determinate numai prin lege.”

## Legislație ordine publică[2]

##### Violența în competiții sportive - Sancțiuni din Legea 4/2008
Reglementează obligațiile ce trebuie respectate în legătură cu organizarea, defășurarea și participarea la jocuri și competiții sportive, dar și sancțiunile ce urmează a fi aplicate în cazul nerespectării acestora.

##### Consumul de tutun - Sancțiuni din Legea nr. 349/2002
Are ca obiect instituirea de măsuri privind prevenirea și combaterea consumului produselor din tutun având ca scop protejarea sănătății persoanelor fumătoare și nefumptoare de efectele dăunatoare ale fumatului, prevenirea răspândirii fumatului în rândul minorilor și asigurarea unui nivel adecvat al calității vieții populației din România. Încălcarea obligațiilor prevăzute de lege poate constitui contravenție și este sancționată.

##### Sistemului național unic pentru apeluri de urgență - Sancțiuni din OUG 34/2008
Reglementează organizarea și funcționarea Sistemului național unic pentru apeluri de urgență iar săvârșirea faptelor care ar împiedica atingerea scopului de către prezenta lege se sancționează contravențional.

##### Deținerea câinilor periculoși sau agresivi - Sancțiuni din OUG 55/2002
Obiectul prezentei ordonanțe este acela privind regimul de deținere al câinilor periculoși sau agresivi. Nerespectarea obligațiilor reglementate de acest act normativ poate constitui contravenție și se sancționează.

##### Prevenirea și combaterea violenței domestice - Sancțiuni din Legea 217/2003
Are ca obiect de reglementare prevenirea și combaterea violenței domestice. Printre prevederile actului normativ se află și sancționarea contravențiilor săvârșite prin zădărnicirea luării măsurilor necesare atingerii scopului propus.

##### Adunări publice - Sancțiuni din Legea 60/1991
Prevede regulile ce trebuie respectate în contextul organizării și desfășurării adunărilor publice astfel încât să nu se săvârșească fapte contravenționale sancționabile.

##### Evidența, domiciliul, reședința și actele de identitate - Sancțiuni din OUG 97/2005
Ordonanța reglementează evidența, domiciliul, reședința și actele de identitate ale cetățenilor români, prin care se asigură realizare raporturilor juridice dintre persoanele fizice, juridice și instituțiile statului de drept. Încălcarea anumitor dispoziții din prezentul act normativ constituie contravenție și se sancționează.

##### Încălcarea ordinii și a liniștii publice - Sancțiuni din Legea 61/1991
Reglementează și sancționează faptele ce aduc atingere climatului de ordine și liniște publică a vieții cotidiene, astfel încât cetățenii să aibă un comportament civic, moral și responsabil, în spiritul legilor țării și al normelor de conviețuire socială.

##### Măsuri pentru combaterea pandemiei de COVID - 19 - Sancțiuni din Legea 55/2020
Reglementează măsurile restrictive necesare, cu caracter temporar, ce au ca scop prevenirea și înlăturarea amenințărilor aduse vieții, sănătății și integrității persoanelor, respectând, totodată, esența celorlalte drepturi fundamentale. Încălcarea măsurilor stabilite de lege poate constitui contravenție și este sancționată ca atare.